# 五辻忠継
五辻 忠継（いつつじ ただつぐ）は、鎌倉時代中期の公卿。非参議五辻雅継の二男。官位は従三位参議、美濃権守。

## 両統の外戚
父・雅継は非参議であったが、忠継は参議に列した。ただし在任期間は短く、参議を辞した後に従三位以上の位階に昇ることはできなかった。しかし、忠継薨去後に子孫がはからずも後醍醐天皇と後伏見天皇の外戚となる。

## 経歴
以下、『公卿補任』と『尊卑分脈』の内容に従って記述する。
- 文暦6年（1235年）9月10日、侍従に任ぜられる。
- 嘉禎3年（1237年）11月3日、従五位上に昇叙。
- 暦仁2年（1239年）1月23日、能登権介を兼ねる。
- 仁治元年（1240年）10月24日、左少将に任ぜられる。同年12月12日、正五位下に昇叙。
- 仁治3年（1242年）1月5日、従四位下に昇叙。同年10月3日、紀伊守に任ぜられ、同日左少将に還任。
- 寛元4年（1246年）1月7日、従四位上に昇叙。
- 建長3年（1251年）1月20日、左中将に転任。
- 建長6年（1254年）1月7日、正四位下に昇叙。この時、中将を止められる。同年閏5月15日、左中将に還任。
- 弘長元年（1261年）3月27日、蔵人頭に補される。
- 文永2年（1265年）10月25日、参議に任ぜられる。
- 文永3年（1266年）1月6日、従三位に叙される。同年2月1日、美濃権守を兼ね、同日中に参議を辞した。同年3月3日、本座を許される。
- 文永5年（1268年）10月5日、出家。法名を了恵とする。
- 建治3年（1277年）7月20日、薨去。

## 系譜
- 父：五辻雅継
- 母：雅楽頭安倍春元の娘
- 妻：卜部兼直（正四位上行神祇大副、信濃権守）の娘
  - 男子：五辻経氏
  - 三男：五辻宗氏
- 妻：平高輔（正四位下・蔵人頭、皇后宮亮）の娘
  - 女子：五辻忠子 - 花山院師継の養女
- 生母不明の子女
  - 次男：五辻宗親
  - 女子：北畠師重室
  - 男子：恵一 - 娘に花山院師信室（師賢生母）